# Josandreva sazi
Josandreva sazi is een insect uit de familie van de Nemopteridae, die tot de orde netvleugeligen (Neuroptera) behoort. 
Josandreva sazi is voor het eerst wetenschappelijk beschreven door Navás in 1906.